# Белькович, Николай Николаевич
Николай Николаевич Белькович (1858—?) — русский военный  деятель, генерал-майор (1915). Герой Первой мировой войны.

## Биография
В 1875 году получил образование в Нижегородском кадетском корпусе и вступил в службу. В 1878 году после окончания Михайловского артиллерийского училища произведён в подпоручики и выпущен в 8-ю конно-артиллерийскую батарею. С 1878 года участник Русско-турецкой войны. В 1879 году произведён  в  поручики, в 1889 году в штабс-капитаны, в 1895 году в капитаны.
В 1899 году подполковник, командир 2-й батареи конно-горного артиллерийского дивизиона.  С 1904 году участник Русско-японской войны. В 1907 году после окончания Офицерской артиллерийской школы произведён в полковники, командир 3-го, с 1908 года командир 10-го, с 1911 года командир 2-го Конно-артиллерийских дивизионов.
С 1914 года участник Первой мировой войны, командующий 1-й гренадерской артиллерийской бригады. В 1915 году произведён в генерал-майоры с утверждением в должности командира той же бригады.
24 февраля 1915 года «за храбрость» был награждён  Георгиевским оружием: 
За то, что, когда 17 августа 1914 года у деревни Библо обнаружилось наступление больших сил австрийцев в обход левого фланга 8 корпуса, по собственной инициативе, поскакал под сильным ружейным огнем рекогносцировать позицию и выбрал таковую очень удачно, а затем лично вывел туда батарею и, указав позицию сотням казачьей дивизии, все время под сильным ружейным огнем, лично руководил стрельбой батареи и корректировал ее. Неожиданный выезд нашей батареи и меткая ее стрельба ошеломили неприятеля
 С 1917 года инспектор артиллерии 24-го армейского корпуса.
С 1918 года участник Белого движения в составе Добровольческой армии и ВСЮР. С 1919 года и.д. инспектора артиллерии 1-го армейского корпуса.

## Награды
- Орден Святого Станислава 2-й степени  (1896)
- Орден Святой Анны 2-й степени (1898; Мечи к ордену — ВП 1905)
- Орден Святого Владимира 4-й степени с мечами и бантом (1907)
- Орден Святого Владимира 3-й степени (1910; Мечи к ордену — ВП 26.02.1915)
- Георгиевское оружие (ВП 24.02.1915)
- Орден Святого Станислава 1-й степени с мечами (ВП 16.08.1915)
- Орден Святой Анны 1-й степени с мечами (ВП 15.09.1916)

## Родственная связь
- Брат генерал от инфантери Леонид Николаевич Белькович